# Вулиця Степана Бандери (Новояворівськ)
Ву́лиця Степа́на Банде́ри — центральна вулиця міста Новояворівська. Вулиця бере початок від перетину вулиць 50-річчя УПА, Тараса Шевченка та Романа Шухевича і закінчується перетином вулиць Івана Франка та Івана Мазепи.

## Історія
В радянський час мала назву вулиця Леніна. Сучасна назва походить з 1991 року, на честь українського політичного діяча, революціонера, одного із радикальних та чільних ідеологів, практиків і теоретиків українського націоналістичного руху XX століття Степана Бандери. 

## Забудова

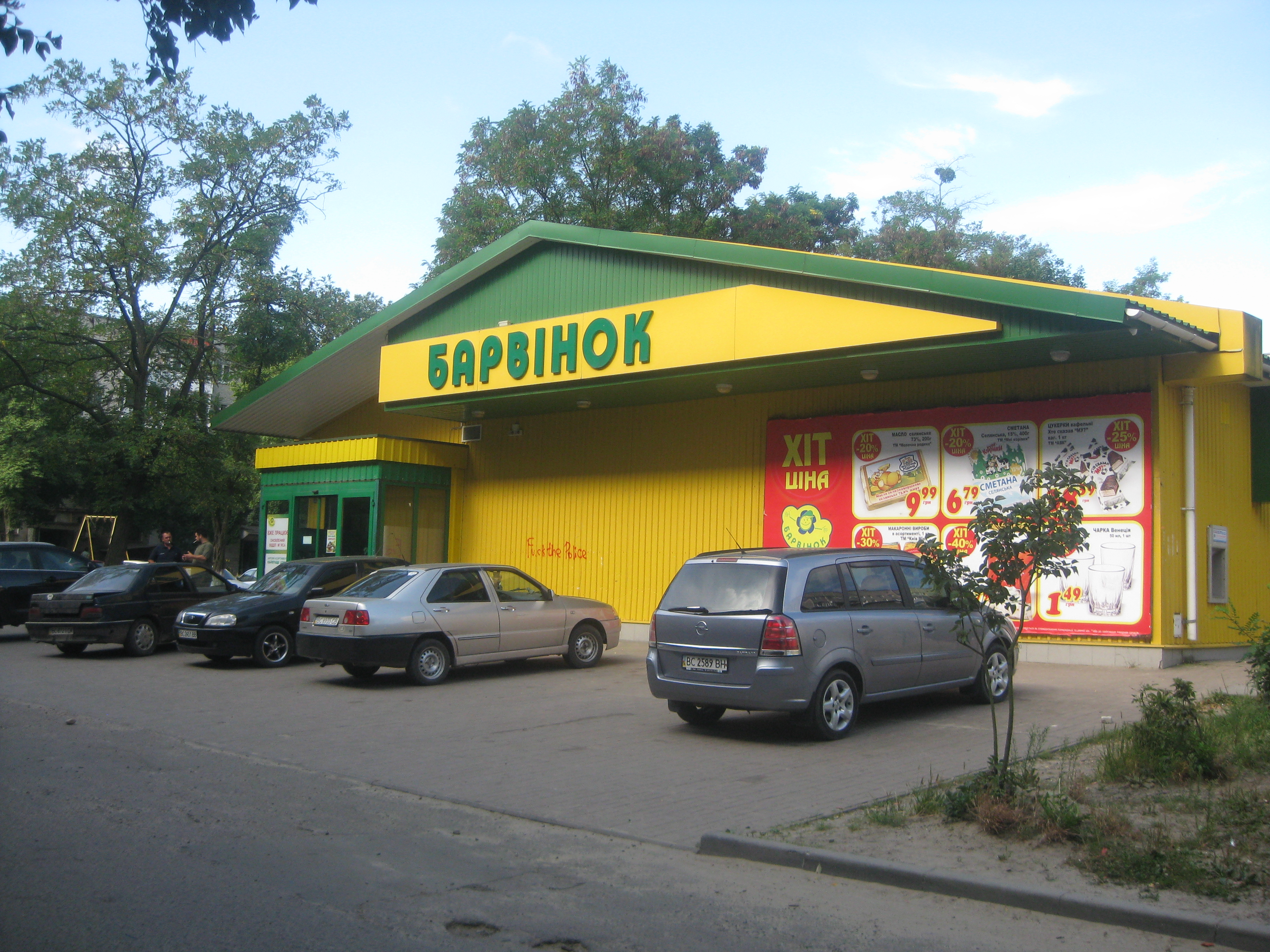
Колишній магазин «Барвінок» (нині тут магазин мережі продуктових супермаркетів «АТБ-Маркет»)

Вулиця забудована переважно багатоповерховими цегляними житловими будинками, зведеними ще у 1970-х роках.

Будинки:
- № 1. Житловий 9-ти поверховий будинок. Кафе-бар «Орхідея».
- № 2. Житловий 9-ти поверховий будинок, перший поверх — комерційно-торгові площі. Відділення АТ «Ощадбанк».
- № 3. Житловий 9-ти поверховий будинок.
- № 4. Житловий 5-ти поверховий будинок.
- № 6. Житловий 9-ти поверховий будинок, перший поверх — комерційно-торгові площі.
- № 7. Житловий 9-ти поверховий будинок. ТЦ «Галичина».
- № 8. Житловий 5-ти поверховий будинок. Новояворівське міське відділення поліції Яворівського РВ ГУМВС України у Львівській області.
- № 9. Житловий 9-ти поверховий будинок.
- № 10. Житловий 5-ти поверховий будинок.
- № 11. Житловий 9-ти поверховий будинок.
- № 12. Житловий 5-ти поверховий будинок.
- № 12а. Магазин мережі продуктових супермаркетів «АТБ-Маркет».
- № 13. Житловий 9-ти поверховий будинок.
- № 13а. Храм Покрови Пресвятої Богородиці (ПЦУ).
- № 14. Житловий 5-ти поверховий будинок.
- № 15. Житловий 9-ти поверховий будинок.
- № 16. Житловий 5-ти поверховий будинок.
- № 17. Житловий 9-ти поверховий будинок. Відділення поштового зв'язку № 1 АТ «Укрпошта».
- № 18. Житловий 5-ти поверховий будинок, перший поверх — комерційно-торгові площі. Відділення АТ КБ «ПриватБанк».
- № 19. Житловий 9-ти поверховий будинок.
- № 20. Житловий 5-ти поверховий будинок. Яворівське відділення Поліції охорони.
- № 22. Торгово-виробничий комплекс «Кулінарія».
- № 24. Житловий 5-ти поверховий будинок.
- № 26. Житловий 5-ти поверховий будинок.
- № 28. Житловий 5-ти поверховий будинок.
- № 30. Житловий 5-ти поверховий будинок.
- № 32. Житловий 9-ти поверховий будинок.
- № 34. Житловий 9-ти поверховий будинок.
- № 36а. Торговий центр «Яворина».

## Пам'ятки
На розі вулиць Степана Бандери та Івана Мазепи в День Незалежності України, 24 серпня 1997 року, був відкритий пам'ятник гетьману Іванові Мазепі. Автор монумента відомий скульптор Юліан Савко, архітектор — Юрій Жеплинський. Відреставрований у 2019 році.